# Apartheid
Apartheid (tiếng Afrikaans: [aˈpart(ɦ)əit] ⓘ, n.đ. 'phân ly, tách biệt') là một chính sách phân biệt chủng tộc trước đây đã được tiến hành ở Nam Phi. Từ Apartheid trong tiếng Hà Lan dùng ở châu Phi có nghĩa là sự riêng biệt, nó miêu tả sự phân chia chủng tộc giữa thiểu số người da trắng và phần đông dân số người da đen. Đảng Quốc gia Nam Phi đã tiến hành chính sách Apartheid như một phần trong chiến dịch tranh cử của họ cho cuộc bầu cử năm 1948. Với sự thắng cử của Đảng Quốc gia Nam Phi, Apartheid đã trở thành chính sách chính trị tại Nam Phi từ năm 1948 tới năm 1994. Theo Apartheid, các quyền, các hiệp hội và các phong trào của đa số dân da đen và các nhóm dân tộc thiểu số khác đã bị cắt giảm và luật thiểu số của người da đen được duy trì.
Apartheid được phát triển sau chiến tranh thế giới II do Đảng Quốc gia do người Afrikaner thống trị và các tổ chức Broederbond. Hệ tư tưởng này cũng được thể chế hóa tại tây Nam Phi, nơi các quốc gia được Nam Phi quản lý theo một nhiệm vụ tập đoàn các quốc gia (được thu hồi vào năm 1966 thông qua Nghị quyết 2145 của Liên Hợp Quốc), cho đến khi vùng này giành được độc lập với cái tên Namibia vào năm 1990. Nói rộng ra, thuật ngữ này hiện đang được sử dụng cho các hình thức phân biệt chủng tộc có hệ thống, được thành lập bởi các cơ quan nhà nước trong một quốc gia, chống lại các quyền và xã hội dân sự của một nhóm nào đó của công dân, do định kiến về dân tộc.
Phân biệt chủng tộc ở Nam Phi đã bắt đầu vào thời thuộc địa thời đế quốc Hà Lan, cho đến năm 1795 khi người Anh chiếm Mũi Hảo Vọng. Apartheid với tư cách như một chính sách cấu trúc chính thức được giới thiệu sau khi cuộc tổng tuyển cử năm 1948. Pháp luật phân loại người dân thành bốn nhóm chủng tộc - "đen", "màu trắng", "màu", và "Ấn Độ", hai chủng tộc cuối cùng được chia thành nhiều tiểu phân loại—và các khu vực dân cư đã được tách ra. từ năm 1960 đến năm 1983, 3,5 triệu người Nam Phi không phải da trắng đã bị đuổi khỏi nhà của họ, và buộc phải vào các khu dân cư tách biệt. Đây là một trong những vụ di chuyển dân cư số lượng lớn nhất trong lịch sử hiện đại. Đại diện chính trị cho những chủng tộc không phải da trắng đã bị bãi bỏ vào năm 1970, và bắt đầu từ năm đó người da đen bị tước quyền công dân, trở thành một công dân của một trong mười vùng tự trị được gọi là bantustans, bốn trong số đó đã trở thành quốc gia độc lập trên danh nghĩa. Chính phủ tách rời giáo dục, chăm sóc y tế, bãi biển, và các dịch vụ công cộng khác; chỉ cung cấp người da đen với các dịch vụ thường là kém hơn so với người da trắng.
Apartheid gây ra sự phản kháng và bạo lực mạnh mẽ trong nước, đồng thời làm quốc tế thực hiện cấm vận vũ khí và thương mại lâu dài đối với Nam Phi. từ những năm 1950, một loạt các cuộc nổi dậy và phản đối đã được đáp trả bằng việc cấm và bỏ tù các nhà lãnh đạo chống phân biệt chủng tộc. Khi tình trạng bất ổn lan rộng và trở nên căng thẳng hơn, hoạt động quân sự tiếp tục leo thang, các tổ chức nhà nước đã đáp trả bằng đàn áp và bạo lực. Cùng với các biện pháp trừng phạt được cộng đồng quốc tế áp dụng cho Nam Phi, điều này đã làm cho chính phủ ngày càng khó khăn để duy trì chế độ. Cải cách phân biệt chủng tộc trong những năm 1980 đã không dập tắt nổi sự chống đối, và vào năm 1990 tổng thống Frederik Willem de Klerk bắt đầu đàm phán để chấm dứt phân biệt chủng tộc, 
mà đỉnh cao là cuộc bầu cử dân chủ đa sắc tộc vào năm 1994, với chiến thắng của Đại hội Dân tộc Phi do Nelson Mandela lãnh đạo. tuy vậy những hệ lụy của phân biệt chủng tộc vẫn còn ảnh hưởng đến chính trị và xã hội Nam Phi. De Klerk đã bắt đầu quá trình xóa bỏ phân biệt chủng tộc với việc trả lại tự do cho người cố vấn của Mandela và một số tù nhân chính trị khác trong tháng 10 năm 1989. Mặc dù việc bãi bỏ chính thức Apartheid được thực hiện trong năm 1991 với bãi bỏ cuối cùng của luật phân biệt chủng tộc còn lại, những người không phải da trắng vẫn không được phép bỏ phiếu cho đến năm 1993 và kết thúc thực sự của Apartheid được coi là kể từ năm 1994 với cuộc tổng tuyển cử dân chủ.
Mặc dù, cơ sở pháp lý cho chủ nghĩa Apartheid không còn nhưng sự bất bình đẳng về chính trị, kinh tế và xã hội giữa những người da trắng và người da đen ở Nam Phi vẫn tiếp tục tồn tại.

## Lịch sử
Ban đầu, luật Apartheid sắp xếp người dân theo ba nhóm chủng tộc chính: người da trắng, người Bantu hay người Châu Phi da đen, người da màu hay người có nguồn gốc lai. Về sau, người châu Á, Ấn Độ và Pakistan cũng được bổ sung thêm thành nhóm người thứ tư. Luật lệ Apartheid xác định quyền hạn, nghề nghiệp và nền giáo dục mà mỗi nhóm người được hưởng. Bộ luật ngăn cấm sự giao thiệp xã hội giữa các chủng tộc, cho quyền phân biệt các điều kiện cộng đồng và phủ nhận bất cứ sự đại diện nào của những người không thuộc nhóm người da trắng trong chính phủ quốc gia. Người nào công khai chống lại Apartheid sẽ bị coi là người cộng sản. Chính phủ đã ban bố những thiết chế an ninh khắc nghiệt khiến nhà nước Nam Phi trở thành một nhà nước cảnh sát.
Trước khi Apartheid trở thành luật chính thức, Nam Phi đã có lịch sử lâu dài về sự phân biệt chủng tộc và quyền uy của người da trắng. Năm 1910, đã có hạn chế rằng các thành viên ở quốc hội phải là người da trắng. Và khi bộ luật được thông qua vào năm 1913, số đất của người da đen bị giới hạn xuống chỉ còn 13% tổng diện tích Nam Phi. Rất nhiều người Nam Phi phản đối những hạn chế này. Năm 1912, tổ chức Đại hội dân tộc Phi ANC được thành lập để chống lại những chính sách không công bằng của chính phủ. Trong những năm 1950, sau khi Apartheid trở thành bộ luật chính thức, ANC tuyên bố rằng "Nam Phi thuộc về tất cả những người sống trên mảnh đất này, cả người da đen và người da trắng" và đấu tranh đòi bãi bỏ luật Apartheid. Sau những cuộc nổi loạn chống Apartheid ở Sharpeville vào tháng 3 năm 1960, chính phủ đã cấm tất cả tổ chức chính trị của người Phi da đen, trong đó có ANC.
Từ năm 1960 đến giữa những năm 1970, chính phủ đã cố gắng tạo ra Apartheid như một chính sách "tách biệt sự phát triển". Người da đen bị đưa tới những vùng mới thiết lập và những làng quê bị bần cùng hoá - những nơi đã được trù tính để mãi mãi trở thành những khu vực "hạng hai". Người da trắng tiếp tục quản lý hơn 80% số đất. Sự gia tăng bạo lực, đình công, tẩy chay và biểu tình phản đối chống lại Apartheid và sự lật đổ luật thuộc địa của người da đen ở Mozambique và Angola đã buộc chính phủ Nam Phi phải buông lỏng các giới hạn.
Từ giữa những năm 1970 và 1980, chính phủ Nam Phi đã thi hành một loạt các cải cách và chấp nhận những người lao động da đen liên kết để tổ chức và thừa nhận những hoạt động chính trị của phe đối lập. Hiến pháp năm 1984 cho phép người gốc châu Á và người da màu có mặt trong nghị viện, nhưng vẫn loại trừ người da đen gốc Phi - những người chiếm 75% dân số. Apartheid tiếp tục bị quốc tế lên án và nhiều nước, trong đó có Hoa Kỳ, áp đặt trừng phạt kinh tế đối với Nam Phi. Các cuộc nổi dậy nổ ra ngày càng nhiều tại các thành phố đã làm tăng thêm sức ép đối với chính quyền Nam Phi. Chính sách Apartheid của chính phủ bắt đầu được dỡ bỏ. Năm 1990, vị tổng thống mới lên là F. W. de Klerk tuyên bố chính thức xoá bỏ luật Apartheid, trả tự do cho nhà lãnh đạo ANC, Nelson Mandela, và hợp pháp hóa các tổ chức chính trị của người Phi da đen.